# Kushtia (stad)
Kushtia is een stad in Bangladesh. De stad is de hoofdstad van het district Kushtia. De stad telt ongeveer 100.000 inwoners.

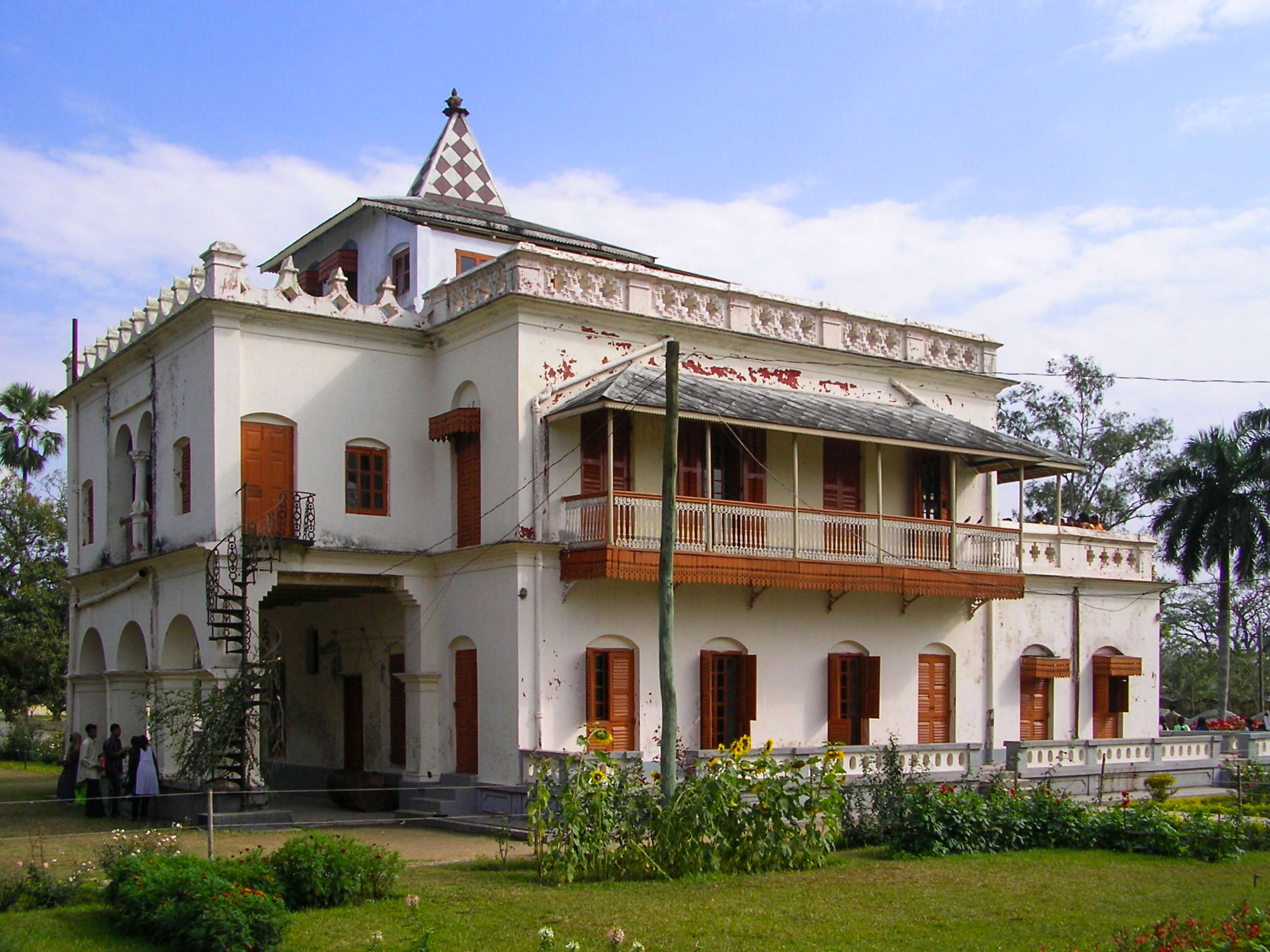